# Spanningssluis

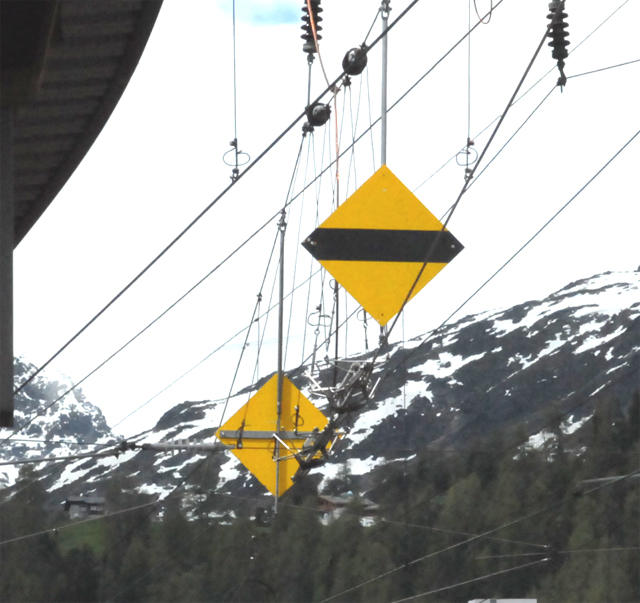
Sluis in bovenleiding tussen wisselspanning en gelijkspanning te Sankt Moritz

Een spanningssluis (minder juist stroomsluis) is een stuk van het bovenleidingsnetwerk waar een elektrische trein die voor twee spanningen geschikt is overgaat van de ene op de andere spanning. Er is daar een korte onderbreking in de bovenleiding.
De bestuurder van de trein moet bij het naderen van een spanningssluis zijn elektrische tractie onderbreken, de stroomafnemer laten zakken en de motoren omschakelen. Sommige treinstellen hebben aparte stroomafnemers voor de twee spanningen.

## Stilvallen
De trein moet voldoende vaart hebben om het spanningsloze gedeelte te overbruggen.
Om te vermijden dat een trein stilvalt worden spanningssluizen in de volle baan geplaatst en niet in de buurt van stations. Als een trein stilvalt in deze zone, moet hij geduwd of getrokken worden door een andere locomotief tot hij weer onder spanningvoerende bovenleiding staat. Soms hangt er in de spanningssluis een draad waarop normaliter geen spanning staat en dan kan de vastgelopen trein weer in beweging worden gezet door, na strenge veiligheidsmaatregelen, deze draad onder spanning te zetten.

## Remmen
Bij gebrek aan spanning kan een trein in de sluis niet elektrisch remmen. Een eventuele remming moet dus gebeuren met de (vaak abruptere) pneumatische rem, waardoor remmingen mogelijk harder zijn dan anders. Daarom wordt ook remmen zo veel mogelijk vermeden onder een sluis.

## Wisselen van locomotief
Een alternatief voor een spanningssluis is het wisselen van locomotief op een station, op een spoor waar de spanning kan worden omgeschakeld. Het is dan niet nodig dat er meerspanningslocomotieven worden gebruikt. Het omschakelen is gekoppeld aan de stand van de wissels, zodat het vrijwel uitgesloten is dat een locomotief de verkeerde spanning krijgt. Problemen zoals het stilvallen van een trein in een spanningssluis zijn hier niet van toepassing.
Een andere methode om locomotieven te wisselen is het zogenoemde uitlopen. De locomotief maakt snelheid en laat net voor hij aan de bovenleiding met een andere spanning komt, zijn stroomafnemer zakken. Hij kan dan nog uitlopen tot op het spoor waar de locomotief gewisseld wordt. De locomotief wordt afgekoppeld en door een diesellocomotief weggesleept en weer onder zijn eigen bovenleiding geduwd.

## Trein geschikt voor hogere spanning
Als een voor een hogere spanning geschikte trein een korte weg onder een lagere spanning moet gaan, kan hij dat onder verminderd vermogen doen, ook als hij niet bedoeld is om de lagere spanning te gebruiken. Dit gebeurt o.m. met Belgische treinen S32 Puurs – Antwerpen – Roosendaal en S43 (Hasselt –) Luik – Maastricht, die geschikt zijn voor de Belgische spanning van 3000 V DC en onder verminderd vermogen onder de Nederlandse spanning van 1500 V DC tussen de spanningsluis en hun Nederlands eindstation kunnen lopen.

## Lijst van spanningssluizen
| Spoorlijnen                                    | Spoorlijnen                      | Plaats                                          |
| België                                         | België                           | België                                          |
| 25 kV~ HSL                                     | 3 kV=                            |                                                 |
| ---------------------------------------------- | -------------------------------- | ----------------------------------------------- |
| HSL1                                           | HSL1                             | Lembeek                                         |
| HSL1                                           | Spoorlijn 94                     | Bois du coucou                                  |
| HSL1                                           | Spoorlijn 78                     | Antoing                                         |
| HSL2                                           | HSL2                             | Leuven                                          |
| HSL2                                           | HSL2                             | Station Ans                                     |
| HSL3                                           | HSL3                             | Chênée                                          |
| HSL3                                           | HSL3                             | Hauset                                          |
| HSL4                                           | HSL4                             | Station Antwerpen-Noorderdokken                 |
| Spoorlijn 42                                   | Spoorlijn 42                     | Station Martinrive                              |
| Spoorlijn 162                                  | Spoorlijn 162                    | Voorlopig tussen Poix-Saint-Hubert en Hatrival  |
| Spoorlijn 166 (Athus-Maaslijn)                 | Spoorlijn 166 (Athus-Maaslijn)   | Tussen Anseremme en station Gendron-Celles      |
| Nederland                                      |                                  |                                                 |
| 25 kV~                                         | 1,5 kV=                          |                                                 |
| Betuweroute                                    | rangeerterrein Kijfhoek          | in de Sophiaspoortunnel                         |
| Betuweroute                                    | Spoorlijn Utrecht - Boxtel       | ten zuiden van station Geldermalsen             |
| Betuweroute                                    | Spoorlijn Arnhem - Nijmegen      | ten zuiden van station Elst                     |
| Betuweroute                                    | Spoorlijn Amsterdam - Elten      | ten oosten van station Zevenaar                 |
| Havenspoorlijn                                 | Spoorlijn Breda - Rotterdam      | ten westen van Barendrecht aansluiting          |
| HSL-Zuid                                       | Schiphollijn                     | ten zuiden van station Hoofddorp                |
| HSL-Zuid                                       | Oude Lijn                        | ten westen van station Rotterdam Centraal       |
| HSL-Zuid                                       | Spoorlijn Breda - Rotterdam      | ten zuiden van station Barendrecht              |
| HSL-Zuid                                       | Spoorlijn Breda - Rotterdam      | ten noorden van station Breda-Prinsenbeek       |
| HSL-Zuid                                       | Spoorlijn Breda - Rotterdam      | ten westen van station Breda                    |
| Nederland 1,5 kV=                              | België 3 kV=                     |                                                 |
| Spoorlijn 12                                   | Spoorlijn 12                     | ten zuiden van station Roosendaal, NL           |
| Spoorlijn 40                                   | Spoorlijn 40                     | ten zuiden van station Maastricht Randwyck, NL  |
| België 3 kV=                                   | Duitsland 15 kV~                 |                                                 |
| Spoorlijn 24                                   | Spoorlijn 24                     | Viaduct van Moresnet, BE                        |
| België 3 kV=                                   | Frankrijk 25 kV~                 |                                                 |
| Spoorlijn 75                                   | Spoorlijn 75                     | Moeskroen, BE, net na de splitsing met lijn 75A |
| Spoorlijn 94                                   | Spoorlijn 94                     | Froyennes, BE                                   |
| Spoorlijn 96                                   | Spoorlijn 96                     | station Quévy, BE                               |
| Luxemburg 25 kV~                               | Duitsland 15 kV~                 |                                                 |
| Spoorlijn Luxemburg - Trier                    | Spoorlijn Luxemburg - Trier      | Wasserbillig, Lux                               |
| Nederland 1,5 kV=                              | Duitsland 15 kV~                 |                                                 |
| Spoorlijn Sittard - Herzogenrath               | Spoorlijn Sittard - Herzogenrath | Haanrade                                        |
| Spoorlijn Venlo - Eindhoven                    | Spoorlijn Viersen - Venlo        | station Venlo                                   |
| Nederland 25 kV~                               | Duitsland 15 kV~                 |                                                 |
| Betuweroute                                    | Spoorlijn Amsterdam - Elten      | station Elten                                   |
| Frankrijk 25 kV~                               | Frankrijk 25 kV~ LGV             |                                                 |
| LGV Nord                                       | LGV Nord                         | Lille                                           |
| Verenigd Koninkrijk 25 kV~ (HSL, bovenleiding) | 750 V= (derde rail)              |                                                 |
| High Speed 1                                   | High Speed 1                     | Ashford, VK                                     |
| High Speed 1                                   | High Speed 1                     | Fawkham Junction, VK                            |
| High Speed 1                                   | High Speed 1                     | Dollands Moor, VK                               |
| High Speed 1                                   | High Speed 1                     | Ebbsfleet International, VK                     |

## Lijst van omschakelbare stationssporen
| Spoorlijn                                               | Station              | Spanningen | Spanningen |
| in België                                               | in België            | in België  | in België  |
| ------------------------------------------------------- | -------------------- | ---------- | ---------- |
| Spoorlijn 96                                            | station Quévy        | 3 kV =     | 25 kV ~    |
| in Nederland                                            |                      |            |            |
| Spoorlijn Venlo - Eindhoven X Spoorlijn Viersen - Venlo | station Venlo        | 1,5 kV =   | 15 kV ~    |
| in Frankrijk                                            |                      |            |            |
| Spoorlijn 130A                                          | station Jeumont      | 3 kV =     | 25 kV ~    |
| in Duitsland                                            |                      |            |            |
| Spoorlijn 37                                            | station Aachen Hbf   | 3 kV =     | 15 kV ~    |
| Spoorlijn Almelo - Salzbergen                           | station Bad Bentheim | 1,5 kV =   | 15 kV ~    |
| in Luxemburg                                            |                      |            |            |
| Luxemburg - Kleinbettingen                              | Station Luxembourg   | 3 kV =     | 25 kV ~    |

## Trivia
Ook bij beweegbare bruggen is de bovenleiding vaak onderbroken. Er is in dat geval geen sprake van een spanningssluis, want de spanning is aan weerszijden gelijk. Er zijn echter overeenkomsten: ook hier geldt dat de machinist de tractie even moet uitschakelen en in sommige gevallen de stroomafnemer moet laten zakken. En ook hier bestaat het risico dat een trein op dat punt stilvalt.